# Naturbahnrodel-Junioreneuropameisterschaft 1985
Die 12. FIL-Naturbahnrodel-Junioreneuropameisterschaft fand vom 2. bis 3. Februar 1985 in Oberperfuss in Österreich statt.

## Einsitzer Herren
| Platz | Name                | Zeit |
| ----- | ------------------- | ---- |
| 01    | Erhard Mahlknecht   | ?    |
| 02    | Ezio Marlier        | ?    |
| 03    | Corrado Herin       | ?    |
| 04    | Ralf Stadlober      | ?    |
| 05    | Romed Stöckl        | ?    |
| 06    | Gerhard Pichler     | ?    |
| 07    | Erwin Antholzer     | ?    |
| 08    | Gotthard Hofer      | ?    |
| 09    | Herbert Kuen        | ?    |
| 10    | Christian Flatscher | ?    |

34 Rodler kamen in die Wertung.

## Einsitzer Damen
| Platz | Name                | Zeit |
| ----- | ------------------- | ---- |
| 01    | Irene Koch          | ?    |
| 02    | Martha Kogler       | ?    |
| 03    | Sonja Leitner       | ?    |
| 04    | Evi Pirhofer        | ?    |
| 05    | Angelika Pfister    | ?    |
| 06    | Juliane Bischofer   | ?    |
| 07    | Petra Augscheller   | ?    |
| 08    | Alexandra Obkircher | ?    |
| 09    | Eliane Martin       | ?    |
| 10    | Ursula Nöhmeier     | ?    |

18 Rodlerinnen kamen in die Wertung.

## Doppelsitzer
| Platz | Name                                        | Zeit |
| ----- | ------------------------------------------- | ---- |
| 01    | Erhard Mahlknecht – Erwin Antholzer         | ?    |
| 02    | Arnold Lunger – Corrado Herin               | ?    |
| 03    | Michael Bischofer – Gerhard Scherzer        | ?    |
| 04    | Hannes Theurl – Romed Stöckl                | ?    |
| 05    | Gotthard Hofer – Sigurt Lanthaler           | ?    |
| 06    | Gerhard Pichler – Alexander Kirchebner      | ?    |
| 07    | Ezio Marlier – Lauro Pont                   | ?    |
| 08    | Dariusz Niewiadomski – Ireneusz Mendelewski | ?    |
| 09    | Philippe Keck – Yves De Bernardis           | ?    |
| 10    | Johan Myrvoll – Lars Ake Sandström          | ?    |

Zwölf Doppelsitzer kamen in die Wertung.

## Medaillenspiegel
| Platz | Land       | Gold | Silber | Bronze | Gesamt |
| ----- | ---------- | ---- | ------ | ------ | ------ |
| 1.    | Italien    | 2    | 2      | 1      | 5      |
| 2.    | Österreich | 1    | 1      | 2      | 4      |